# Jannie Raak
Jantina Gerritdina (Jannie) Raak (Hollandscheveld, 5 juli 1922 – Assen, 29 juli 1957) was een Nederlandse verzetsstrijder tijdens de Tweede Wereldoorlog.

## Levensloop
Jannie was zuster van de verzetsstrijder Henk Raak. Zij haalde haar broer in het verzet, omdat zij in Hoogeveen werkzaam was als koerierster. Jannie was verloofd met de verzetsstrijder Jan Naber uit Hoogeveen. Eind 1941 dook ze onder omdat het gezin in de gaten werd gehouden door de Duitsers; haar broer was betrokken bij een overval, en de buren van haar ouders (bij wie ze inwoonde), waren NSB'ers geweest.
Vanuit haar diverse tijdelijke onderduikadressen zette ze haar verzetswerk voort, terwijl de Sicherheitsdienst naar haar op zoek was. Bij een inval bij de familie Rozeman te Hoogeveen vonden ze niet Jannie, maar wel haar broer Henk, die ze dan maar meenamen in de hoop hem tot een bekentenis over haar verblijfplaats te dwingen. Hij werd uiteindelijk door de Duitsers vermoord.
Jannie Raak slaagde erin als zwervend onderduikster de strijd voort te zetten tot de bevrijding. Ze was niet enkel koerierster, maar ook actief lid van een knokploeg en pleegde diverse overvallen.
Na de oorlog trouwde ze met Jan Naber. Raak overleed in het Wilhelminaziekenhuis in Assen aan de gevolgen van een verkeersongeval bij Orvelte. Haar man stierf ter plekke aan de gevolgen van het ongeluk, twee kinderen van het echtpaar overleefden het.